# Jean Desclaux
Jean Pierre Desclaux (Dax, 25 de junio de 1922-23 de marzo de 2006) fue un jardinero, rugbista y entrenador francés que se desempeñó como ala. Dirigió a Les Bleus durante los años 1970.

## Biografía
Hijo de un jardinero, continuó el negocio familiar hasta que logró ser propietario de una concesionaria de automóviles.
Tras su retiro del rugby, siguió ligado a su único club: el Union Sportive Dacquoise y llegó a ser el presidente. Tras una larga enfermedad, falleció en su ciudad natal a la edad de 83 años.

## Carrera
Jugó toda su carrera en el US Dax, para un total de doce temporadas. Su nivel le permitió ser convocado a Francia A (segundo equipo nacional) y jugó ocho pruebas, la más importante en 1946 contra los Junior All Blacks.
Tras su retirada como jugador se hizo entrenador y en 1958 asumió al cargo del primer equipo del US Dax. Los entrenaría en dos ciclos distintos y por un total de 28 temporadas.

## Selección nacional

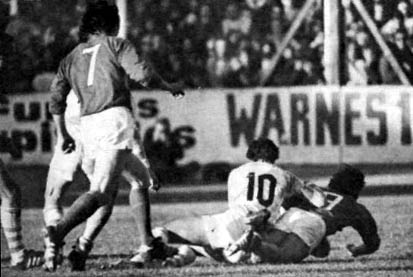
Les Bleus en 1974, contra los Pumas.

En 1973 fue elegido para asumir la dirección de la selección de Francia, en reemplazo de Fernand Cazenave.
En 1977 quedó en la historia grande del seleccionado, cuando obtuvo el Grand Slam, tras una década del último. Aquel seleccionado tuvo como integrantes a las estrellas: Jacques Fouroux, Robert Paparemborde, Jean-Pierre Rives y Jean-Claude Skrela.
En 1979 volvió a inscribir un capítulo legendario para Francia, cuando obtuvo la primera victoria en suelo neozelandés ante los All Blacks. Aquel seleccionado kiwi era integrado por Andy Dalton, Brad Johnstone, Gary Knight, Andy Haden, Graham Mourie y Stu Wilson.

## Palmarés
- Campeón del Torneo de las Seis Naciones de 1977.
- Campeón del Desafío Yves du Manoir de 1959, 1969 y 1971.

| Predecesor: Fernand Cazenave | Entrenador de Francia 1973 − 1980 | Sucesor: Jacques Fouroux |